# Бромли
Бро́мли (англ. Bromley) ― крупнейший город на юго-востоке Большого Лондона, Англия, административный центр лондонского района Бромли. Он расположен в 15,0 км к юго-востоку от Чаринг-Кросс, традиционного центра Лондона. По состоянию на 2011 год его население составляло 87 889 человек. Согласно плану Лондона, он является одним из 13 столичных центров Большого Лондона.
Будучи торговым городом, зафрахтованным в 1158 году, Бромли также являлся и старинным приходом в историческом графстве Кент. Его расположение на каретном пути и открытие железнодорожной станции в 1858 году стали ключевыми факторами его развития, а также перехода от аграрной деревни к торговле и розничной торговле. В рамках пригородного роста Лондона в XX веке Бромли значительно увеличил численность населения и был включён в качестве муниципального района в 1903 году. Став частью Большого Лондона в 1965 году, Бромли представляет собой крупный торговый центр.

## История

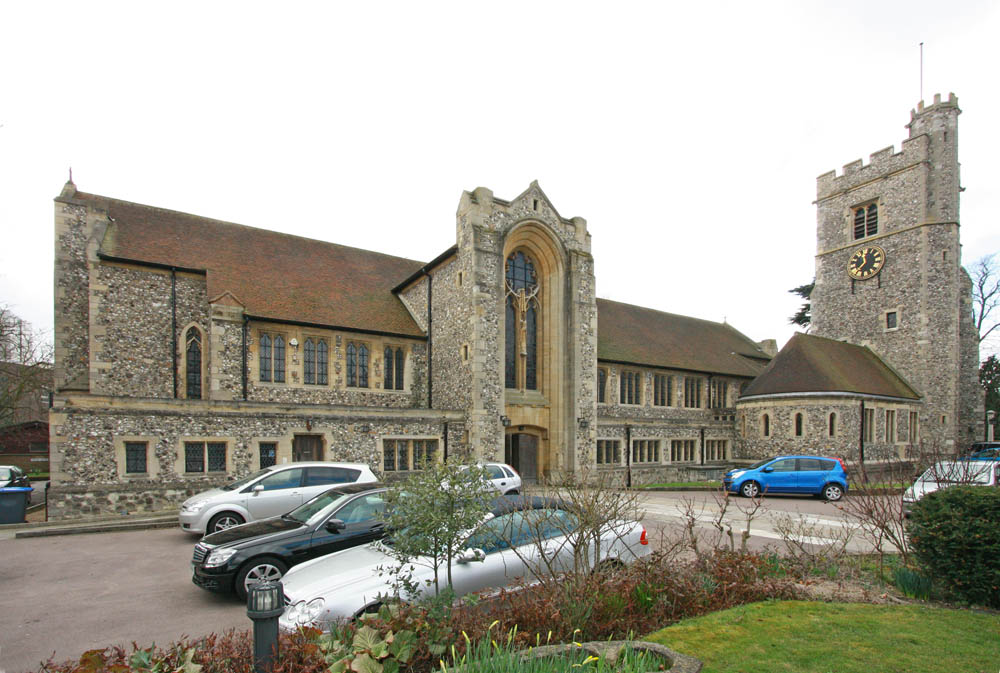
Церковь Святых Петра и Павла

История Бромли тесно связана с Рочестерским престолом. В 862 году Этельберт, король Кента, пожаловал землю для создания поместья Бромли. В 1185 году дворец Бромли был построен Гилбертом Гланвилем, епископом Рочестера. Паломники приходили в город, чтобы посетить колодец Святого Блеза. Дворец принадлежал епископам до 1845 года, когда Коулз Чайлд, богатый местный купец и филантроп, купил дворец Бромли (ныне центр гражданского центра Бромли) и стал лордом поместья. Город был важной промежуточной остановкой на пути из Лондона в Гастингс, а ныне несуществующий отель Ройал Белл упоминается в романе «Гордость и предубеждение» Джейн Остин. Это была тихая сельская деревня до прибытия железной дороги в 1858 году в Шортлендс, что привело к быстрому росту, а отдалённые пригородные районы, такие как Бикли (который позже перетёк в Бромли Коммон), были разработаны для размещения тех, кто хотел жить рядом с Лондоном.

## Правительство
Бромли входит в состав парламентского округа Бромли и Чизлхерст. Нынешний член парламента ― Боб Нил. Гарет Бэкон ― член Лондонской Ассамблеи от избирательного округа Бексли и Бромли, в котором расположен город.
Самой заметной фигурой парламента Бромли был бывший премьер-министр-консерватор, Гарольд Макмиллан.

## Экономика

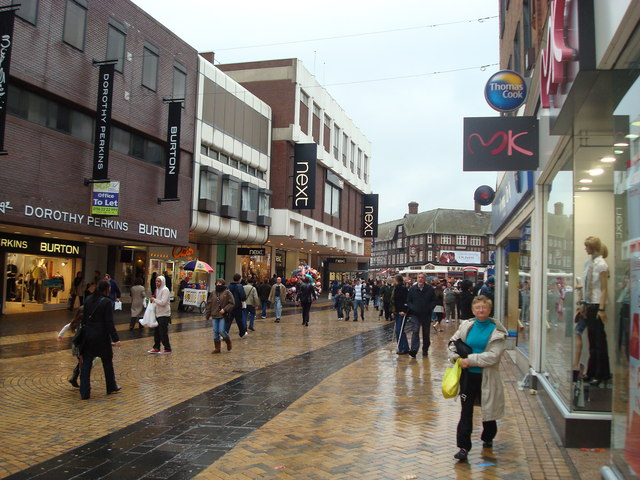
Бромли-Хай-стрит

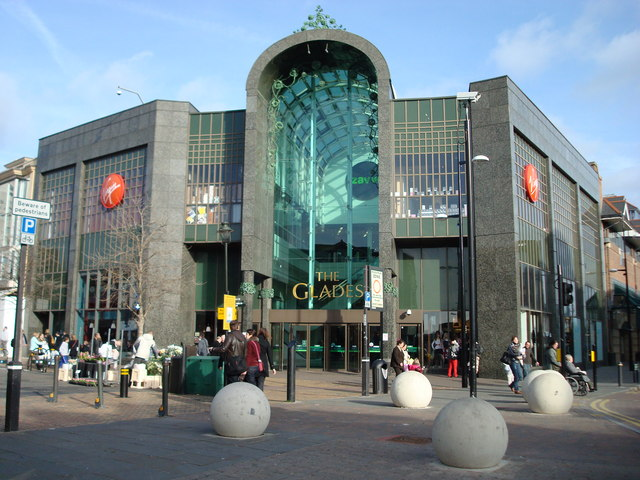
Торговый центр The Glades

Бромли ― один из крупнейших столичных центров, входящий в План Лондона. Он имеет один из самых высоких валовых располагаемых доходов домашних хозяйств (GDHI) в Великобритании ― 27 169 фунтов стерлингов в 2018 году.
В 2005 году Бромли занимал 4-е место в Большом Лондоне по объёму розничной торговли, уступая Вест-Энду, Кройдону и Кингстону на Темзе. Бромли конкурирует как с Кройдоном, так и с центром Bluewater в Дартфорде в качестве торгового центра.

### Бромли-Хай-стрит
В городе есть большая торговая зона, включая пешеходную Хай-стрит и Глейдс-центр, главный торговый центр с населением 1,3 миллиона человек. Торговый район включает в себя розничные магазины, такие как Gap, Oasis, Russell & Bromley и Waterstone’s, а рестораны включают в себя филиал небольшой сети ресторанов Belgo в бельгийском стиле. Развитие на близлежащей площади Святого Марка привело к появлению новых ресторанов и кинотеатра.
На Бромли-Хай-стрит также расположен Чартерный рынок Бромли, который работает по вторникам, четвергам и субботам. Король Иоанн Безземельный даровал хартию для рынка, который должен был проходить каждый вторник в 1205 году, а Генрих VI пересмотрел эту хартию до каждого четверга в 1447 году. Рынок продаёт продукты питания и кондитерские изделия, одежду и другие товары, такие как ювелирные изделия.

## Транспорт
Главная станция города ― Бромли-Саут-стейшн, обслуживаемая Юго-восточными службами вокзала Виктория, Кентиш-Таун через Кэтфорд и Лондон-Блэкфрайарс, Орпингтон, Севеноукс через Суонли, Рамсгейт через Чатем, Дувр-Прайори через Чатем и Кентербери-Ист и Кентербери-Уэст через Мейдстон-Ист и Эшфорд-Интернэшнл. Северный вокзал Бромли также соединяет город с юго-восточным трансфером до Гроув-парка, откуда можно добраться до Чаринг-Кросс и Кэннон-стрит через Люишем.
Бромли обслуживается лондонскими автобусными маршрутами 61, 119, 126, 138, 146, 162, 208, 227, 246, 261, 269, 314, 320, 336, 352, 354, 358, 367, N3 и N199. Они соединяют его с такими районами, как Бекенхем, Бекслихит, Биггин-Хилл, Кэтфорд, Чизлхерст, Кройдон, Кристал-Пэлас, Элтем, Гроув-парк, Люишем, Моттингем, Нью-Аддингтон, Орпингтон, Пендж, Сидкап, Уэст-Уикхем и Вестерхем.

## Образование
В Бромли находится множество школ, а также Бромлейский колледж дополнительного и высшего образования. Существуют две специализированные школы медиаискусства: школа Хейса и школа Равенсборна. Школа Епископа Юстуса ― это специализированный музыкальный колледж. Здесь также есть школы Рейвенс-Вуд и Дэррик-Вуд. В лондонском районе Бромли есть много независимых школ, включая Элтем и Бромли-Хай.

## Демография

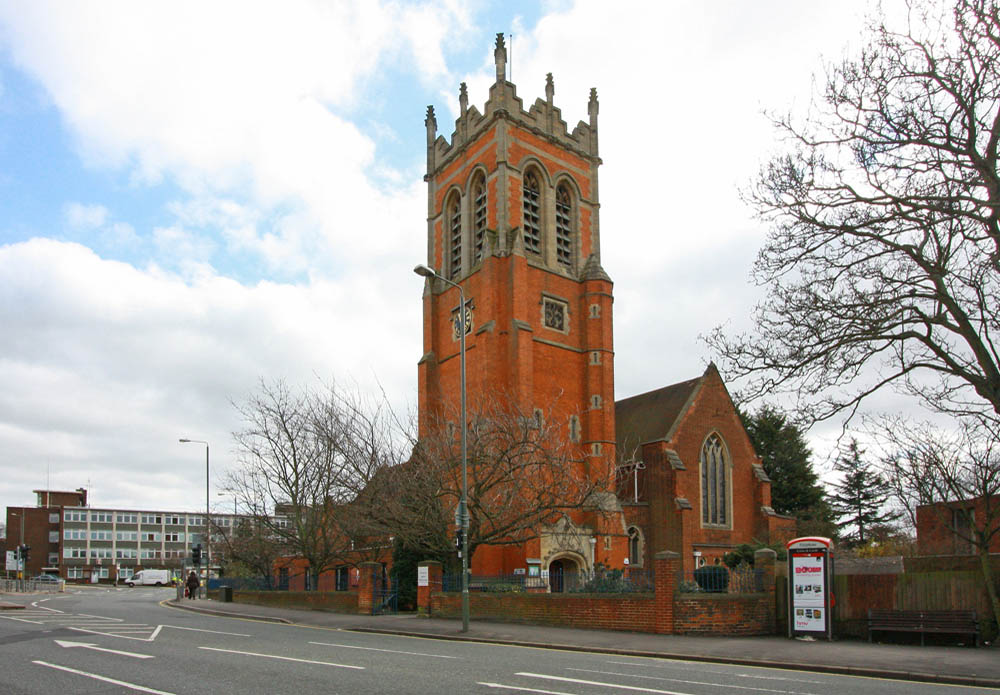
Церковь Святого Марка

Бромли состоит из шести округов: Бикли, Бромли-Коммон и Кестон, Бромли-Таун, Хейс и Кони-Холл, Плейстоу и Сандридж и Шортлендс. Вместе они составляли 87 889 человек по переписи 2011 года в Великобритании, в то время как в целом в районе проживало 331 096 человек.
Средняя продолжительность жизни в Бромли в 2009—2013 годах составляла 79,3 года для мужчин и 83,7 года для женщин. Самые высокие показатели в городе были в Шортленде: 86,1 года для мужчин и 88,1 года для женщин. Самый низкий показатель для обоих полов был в Плейстоу и Сандридже: 77,5 и 82,1 года соответственно.
В Бромли 18,5 % населения составляли этнические меньшинства. Самый высокий показатель в городе составлял 19,3 % в Плейстоу и Сандридже, а самый низкий ― 8,3 % в Хейсе и Кони-Холле.
Средняя цена дома в Бромли в 2014 году составила 327 000 фунтов стерлингов по сравнению с 295 444 фунтами стерлингов в Плейстоу и Сандридже и 480 000 фунтов стерлингов в Бикли.
В 2020 году средняя стоимость дома составляла 519 619 фунтов стерлингов.

## Знаменитые жители
- Герберт Джордж Уэллс ― писатель и публицист.
- Оуэн Чедвик ― историк и священник.
- Дэвид Боуи ― певец и автор песен.
- Мишель Рассел ― политик.
- Ричард Рид — террорист, организатор неудачного подрыва Boeing 767 над Атлантикой.